# Паралелепіпед
Паралелепі́пед (від грец. παράλλος — паралельний і επιπεδον — площина) — призма, основою для якої є паралелограм.

## Властивості
- Всі 6 граней паралелепіпеда є паралелограмами.[3]
- Протилежні грані рівні та паралельні.[4]
- Діагоналі перетинаються в одній точці та діляться в ній навпіл.[4]

## Типи паралелепіпедів

Прямокутний паралелепіпед і його виміри a, b, c

Розрізняють декілька типів паралелепіпедів:
- Прямий паралелепіпед — паралелепіпед, бічні ребра якого перпендикулярні до площини основи.[1] У прямих паралелепіпедів чотири грані є прямокутниками, а основи — паралелограмами.[3] Паралелепіпеди, які не є прямими, називаються похилими.
- Прямокутний паралелепіпед — прямий паралелепіпед, основою в якому є прямокутник.[3] У прямокутного паралелепіпеда всі грані — прямокутники.[4] Довжини трьох ребер прямокутного паралелепіпеда, що мають спільну вершину, називають його вимірами.[1] Всі чотири діагоналі прямокутного паралелепіпеда рівні.[5] Моделями прямокутного паралелепіпеда може бути кімната, цеглина, сірникова коробка.
- Куб — прямокутний паралелепіпед з рівними сторонами.[3] Всі шість граней куба — рівні квадрати.

## Основні формули

### Прямий паралелепіпед
1. Площа бічної поверхні: 
Sб = Ро · h, де Ро — периметр основи, h — висота.
2. Площа повної поверхні:
Sп = Sб + 2Sо, де Sо — площа основи.
3. Об'єм паралелепіпеда дорівнює добутку площі його основи на висоту:
V = Sо · h.

### Прямокутний паралелепіпед
1. Площа бічної поверхні:
Sб = 2c (a + b), де a, b — сторони основи, c — бічне ребро прямокутного паралелепіпеда.
2. Площа повної поверхні:
Sп = 2(ab + bc + ac).
3. Об'єм:
V = abc, де a, b, c — виміри прямокутного паралелепіпеда.
4. У прямокутному паралелепіпеді квадрат діагоналі d дорівнює сумі квадратів його вимірів:[5]
d2 = a2 + b2 + c2.

### Куб
1. Площа повної поверхні:
Sп = 6a2, де a — сторона.
2. Об'єм:
V = a3.
3. Діагональ:
d = a√3.

## Формули векторної алгебри

Паралелепіпед, який задається трьома векторами a, b і c. Довжини векторних добутків a×b і b×c дорівнюють площам відповідних паралелограмів

Об'єм паралелепіпеда, побудованого на векторах {\displaystyle \mathbf {a} =(a_{1},a_{2},a_{3})}, {\displaystyle \mathbf {b} =(b_{1},b_{2},b_{3})} і {\displaystyle \mathbf {c} =(c_{1},c_{2},c_{3})} розраховується як модуль мішаного добутку цих векторів:
{\displaystyle V=\left|\mathbf {a} \cdot (\mathbf {b} \times \mathbf {c} )\right|=\left|\mathbf {b} \cdot (\mathbf {c} \times \mathbf {a} )\right|=\left|\mathbf {c} \cdot (\mathbf {a} \times \mathbf {b} )\right|,}
або
{\displaystyle V=\left|\det {\begin{bmatrix}a_{1}&a_{2}&a_{3}\\b_{1}&b_{2}&b_{3}\\c_{1}&c_{2}&c_{3}\end{bmatrix}}\right|.}

## Паралелотоп
Гарольд Коксетер назвав узагальнення паралелепіпеда на вищі розмірності паралелотопом. В сучасній літературі термін "паралелепіпед" часто використовують і у вищих розмірностях .
Конкретніше, паралелотоп в n-вимірному просторі називається n-вимірний паралелотоп, або просто n-паралелотоп (або n-паралелепіпед). Таким чином паралелограм це 2-паралелотоп, а паралепіпед - 3-паралелотоп.
Більш загально, паралелотоп, або паралелотоп Вороного, має паралельні і конгруентні протилежні фасети. Тож 2-паралелотоп - це паралелогон що також може включати деякі гексагони, а 3-паралелотоп це паралелогранник.
Діагоналі n-паралелотопа перетинаються в одній точці, і ця точка ділить їх надвоє. Інверсія в цій точці залишає n-паралелотоп незміненим.
Ребра що виходять з однієї вершини k-паралелотопа утворюють k-репер {\displaystyle (v_{1},\ldots ,v_{k})} векторного простору, і паралелотоп можна відтворити з цих векторів їх лінійними комбінаціями з коефіцієнтами в межах від 0 до 1.
n-об'єм n-паралелотопа в просторі {\displaystyle \mathbb {R} ^{m}} де {\displaystyle m\geq n} можна обчислити за допомогою визначника Грама. Як альтернатива, об'єм - це норма зовнішнього добутку векторів:
{\displaystyle V=\left\|v_{1}\wedge \cdots \wedge v_{n}\right\|.}
Якщо m = n, це дорівнює абсолютному значенню визначника n векторів.